# Ombre de contact
 (signalé en juin 2025).
Si vous disposez d'ouvrages ou d'articles de référence ou si vous connaissez des sites web de qualité traitant du thème abordé ici, merci de compléter l'article en donnant les références utiles à sa vérifiabilité et en les liant à la section « Notes et références ».
- Archive Wikiwix
- Bing
- Cairn
- DuckDuckGo
- E. Universalis
- Gallica
- Google
- G. Books
- G. News
- G. Scholar
- Persée
- Qwant
- (zh) Baidu
- (ru) Yandex
- (wd) trouver des œuvres sur Wikidata

une ombre de contact est en arts graphiques, une ombre produite par deux objets proches. Elle projette généralement, de façon plus ou moins subtile, la couleur de chaque objet sur son objet voisin. Elle se distingue de l'ombre propre, qui correspond à l'ombre visible sur la partie opposée à la source de lumière d'un objet, ou l'ombre portée, visible sur les objets situés derrière celui-ci, dans la prolongation du rayon entre la source de lumière et l'objet.
En image de synthèse, l'ombre de contact est calculée, pour le rendu, par les algorithmes d'occlusion ambiante.